# Psilocurus blascoi
Psilocurus blascoi là một loài ruồi trong họ Asilidae. Psilocurus blascoi được Weinberg & Bächli miêu tả năm 2001. Loài này phân bố ở vùng Cổ Bắc giới.